# Sant Sebastià de la Clua
Sant Sebastià de la Clua és una església romànica de Bassella (Alt Urgell) protegida com a bé cultural d'interès local.

## Descripció
Sant Sebastià de la Clua és una església d'una sola nau, coberta amb volta de canó de perfil semicircular, reforçada per un arc toral, i capçada a llevant per un absis semicircular, obert a la nau mitjançant un estret arc presbiteral.
Totes les finestres de l'església són de doble esqueixada. La de l'absis està paredada, les altres són: una a la façana sud i l'altra al mur de ponent. La porta d'accés al temple, situada al mur sud, és d'arc de mig punt de petites dovelles i sense ornamentació.

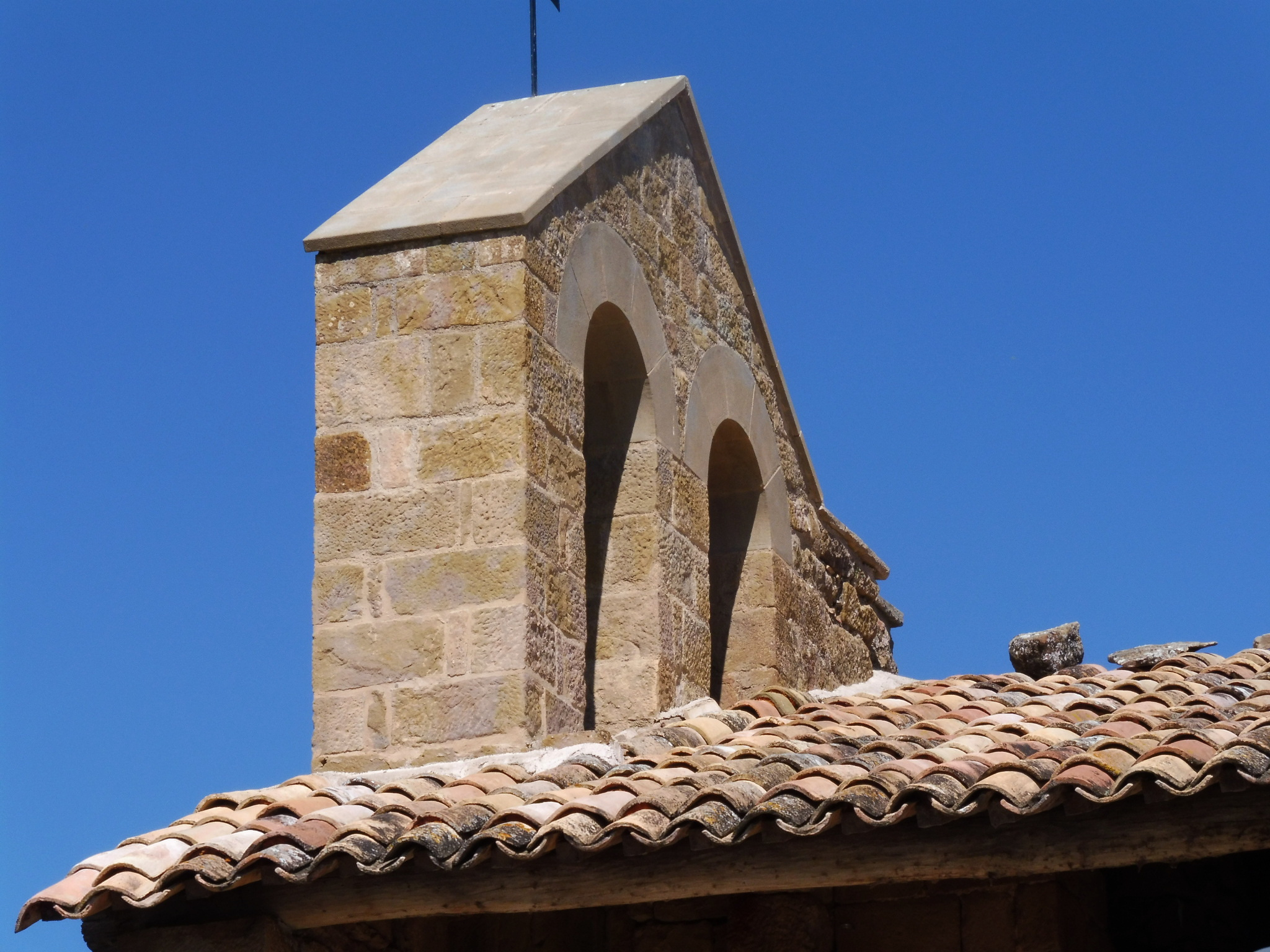
L'espadanya

A la façana de ponent s'aixeca el campanar d'espadanya de dos ulls. A la façana sud queden vestigis del campanar original, que es va perdre en sobrealçar la coberta. L'espadanya es va fer amb carreus de l'obra original, la qual cosa dona a l'església un aspecte unitari.
L'aparell és format per carreus ben tallats i polits, disposats ordenadament. Al mur nord es conserven algunes filades que podrien correspondre a una edificació anterior a l'actual que es podria datar al segle xi, la resta de l'edifici hauria estat construït al segle xii.

## Història
El lloc de la "Clusa" s'esmenta en l'acta de consagració de la catedral de la Seu d'Urgell, que es pot datar entre la segona meitat del segle ix i finals del segle x. D'altra banda, el castell de la Clua és àmpliament documentat al llarg dels segles xi i xii.
En la visita pastoral de 1575 consta Sant Martí com església parroquial de la Clua. El visitador de la diòcesi manà que fos allargada la teulada per tal que l'aigua no penetrés a la volta.
L'any 1758 l'església havia canviat d'advocació i era dedicada a sant Sebastià. Aquest sant esdevingué molt popular com a protector de la pesta a finals de l'edat mitjana. En aquest moment, Sant Sebastià de la Clua esdevingué sufragània de la parròquia de Sant Serni d'Aguilar.
Actualment és una capella abandona i depèn de la parròquia de Peramola.